# Gagnef
Gagnef ist ein Ort (tätort) in der schwedischen Provinz Dalarnas län und der historischen Provinz Dalarna. 

## Lage

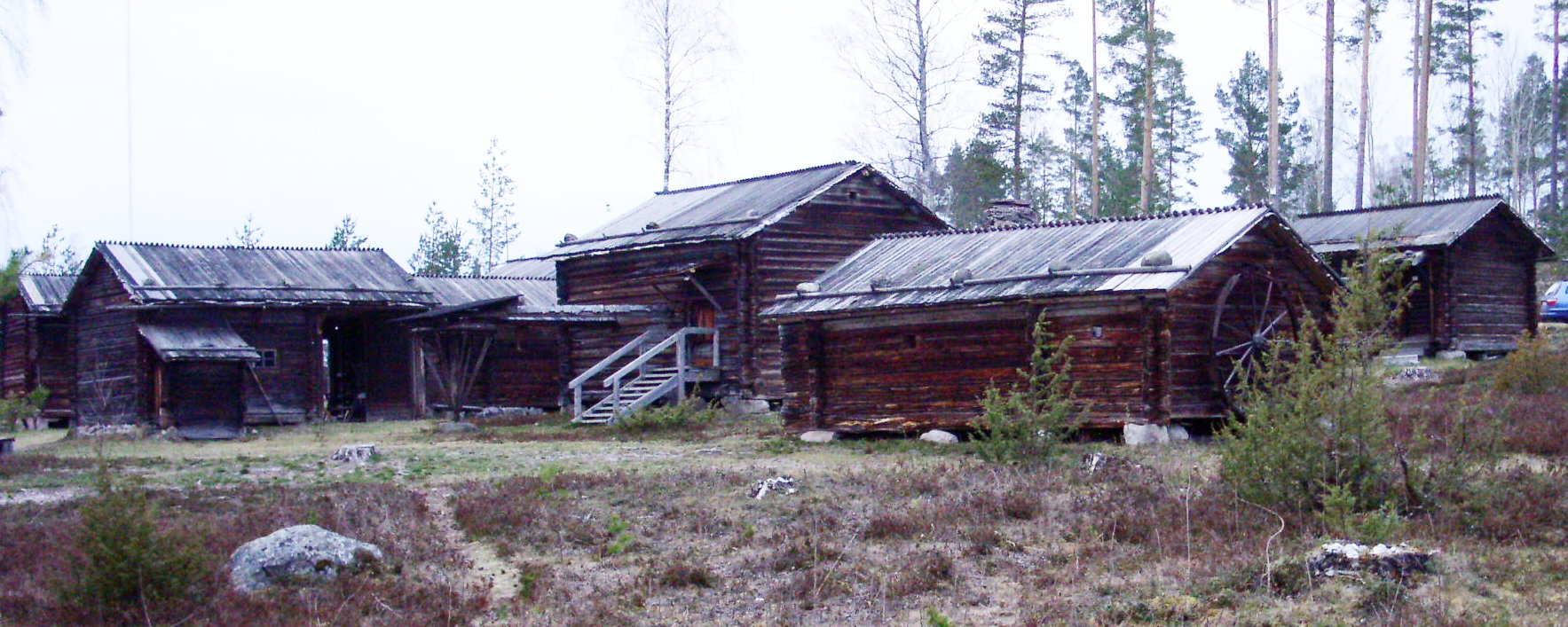
Gagnef Minnestuga

Der Ort liegt in der gleichnamigen Gemeinde, jedoch ist der Zentralort der Gemeinde Djurås. Hier wurde 1887 der Komponist Oskar Lindberg geboren.

## Verkehr
Gagnef hat eine Bahnstation an der Bahnstrecke Rättvik–Borlänge.

## Personen
- Oskar Lindberg (1887–1955), Komponist, Kantor und Hochschullehrer
- Malin Levanon (* 1977), Schauspielerin